# Mithridatské války
Mithridatské války (latinsky Bellum Mithridaticum), také římsko-pontské války, byly tři ozbrojené konflikty mezi Římskou republikou a Pontským královstvím v letech 88 až 63 př. n. l. Jsou pojmenovány po Mithridatovi VI., pontském králi, který vypověděl Římu nepřátelství. Mithridatés navíc vedl pontské vojsko ve všech třech válkách. Římané byli během válek vedeni Luciem Corneliem Sullou, Luciem Liciniem Lucullem a Gnaeem Pompeiem Magnem. Do třetí války bylo zataženo hned několik států, na římské i pontské straně. K nejdůležitějším patřilo Arménské království bojující na Mithridatově straně. Konflikty skončily smrtí Mithridata v roce 63 př. n. l. Následovala anexe Pontu a Sýrie Římskou republikou. Arménské království a Bosporská říše, kterým vládl Mithridatův syn Farnakés II., se po skončení válek staly klientskými státy Říma. Řím mithridatskými válkami výrazně posílil své postavení hlavní mocnosti tehdejšího světa. Klíčovými historickými zdroji pro studium válek jsou práce Diodóra Sicilského, Velleia Patercula, Appiána a Livia (Dějiny od založení Města).

## Předehra

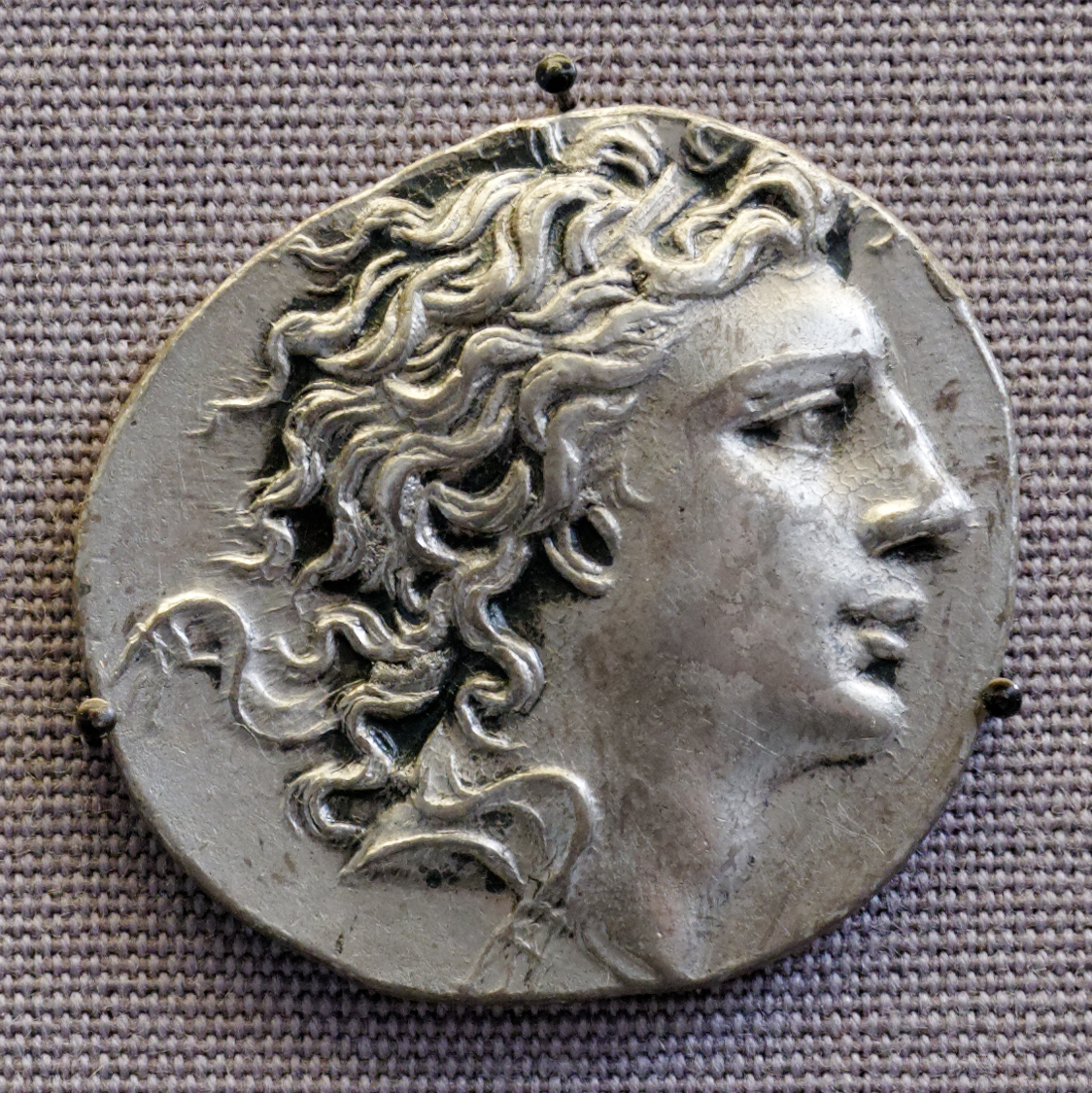
Mithridatés VI.

Mithridatské války byly důsledkem toho, že Mithridatés ovládl sousední království, proti čemuž se postavil Řím. Mithridatés nejprve získal kontrolu nad královstvím Kappadokie tím, že nechal sezdat svou sestru s kappadockým králem, načež ho zabil a dosadil na trůn svého mladého synovce Ariarathese IX. Mithridatés podporoval také konkurenčního uchazeče o trůn v Bithýnii, Sokrata Chresta, z něhož chtěl rovněž vytvořit loutkového vládce. Chrestovi soupeři prchli do Říma a hledali zastání v římském senátu. Také kappadocký šlechtic Ariobarzanes předložil svůj případ římskému senátu a našel zde podporu. Senát pak vyslal na východ poselstvo, jež mělo nahradit krále podporované Mithridatem za krále upřednostňované Římany.

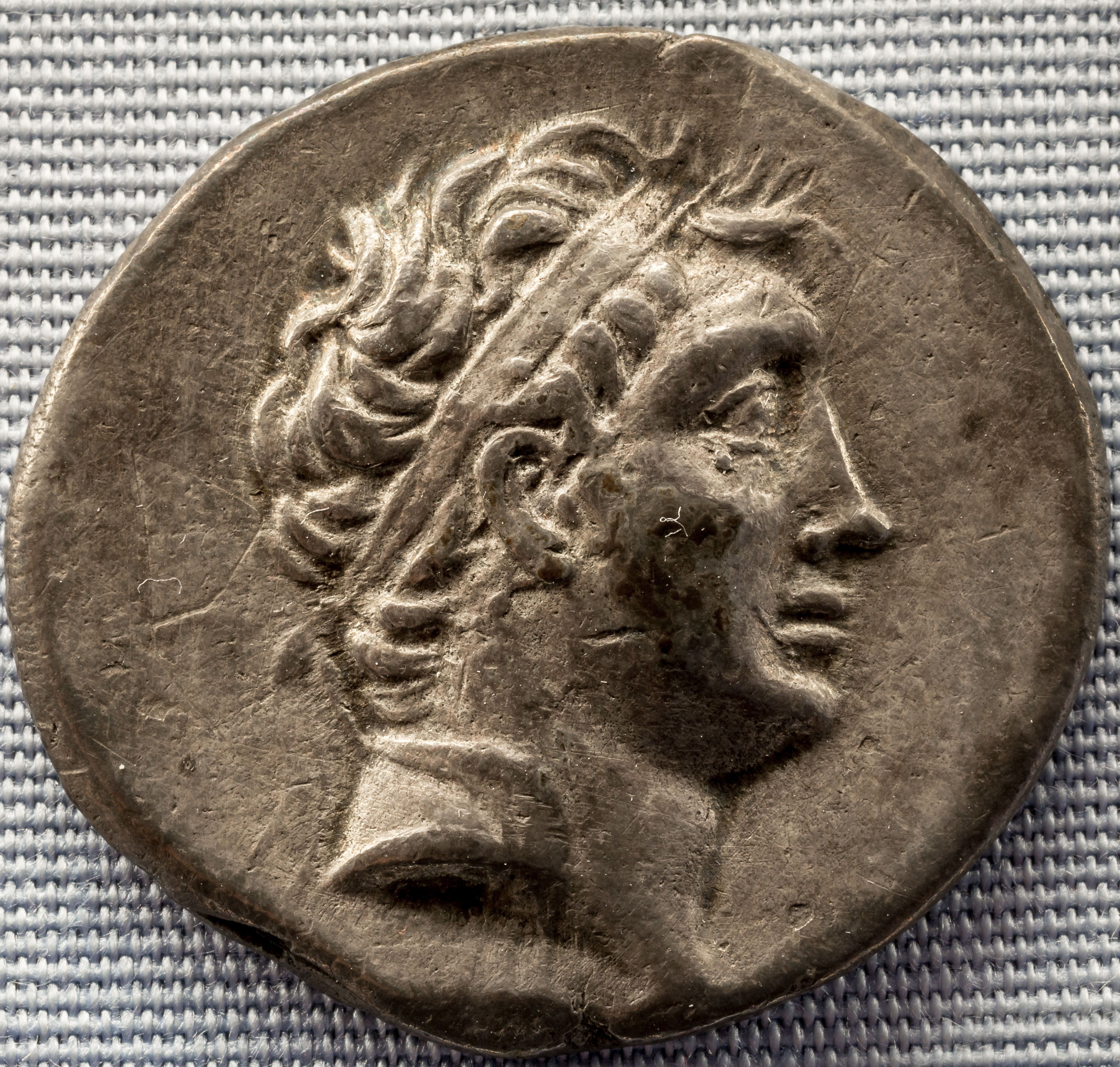
Níkomédés IV.

Poselstvo se vydalo na cestu v létě roku 90 př. n. l. a vedl ho prominentní politik Manius Aquillius, který v roce 129 př. n. l. sloužil jako konzul. K poselstvu se připojila armáda vedená guvernérem římské provincie Asie Cassiem. Mithridatés se na odpor nepostavil a na podzim roku 90 př. n. l. byli římští kandidáti Níkomédés IV. i Ariobarzanes I. dosazeni jako králové svých zemí bez jakéhokoli odporu. Když bylo cíle dosaženo, poselstvo následující zimu odjelo. Před odchodem však Aquillius naléhal na dosazené krále, aby zaútočili na Mithridata a požádali ho o splacení půjček, které si předtím vzali, aby mohli uplatit římské senátory.
Nikomédes IV. uposlechl a vypověděl nepřátelství Mithridatovi ještě v roce 90 př. n. l., téměř okamžitě poté, co usedl na bithýnský trůn. Nikomédes podnikl na jaře roku 89 př. n. l. nájezdy na pontské území, což vedlo k tomu, že Mithridatés vyslal vyjednávače do Říma. Řím uznal, že Bithýnie by neměla útočit na Pontus, ale nedovolil Mithridatovi, aby na Bithýnii zaútočil v odvetě.
V létě roku 89 př. n. l. nicméně Mithridatés vyslal armádu do druhého sporného státu, do Kappadokie, aby sesadila z trůnu Římany dosazeného Ariobarzana I. Tuto akci označil následně římský senát za casus belli a vyhlásil Pontu válku.

## První mithridatská válka

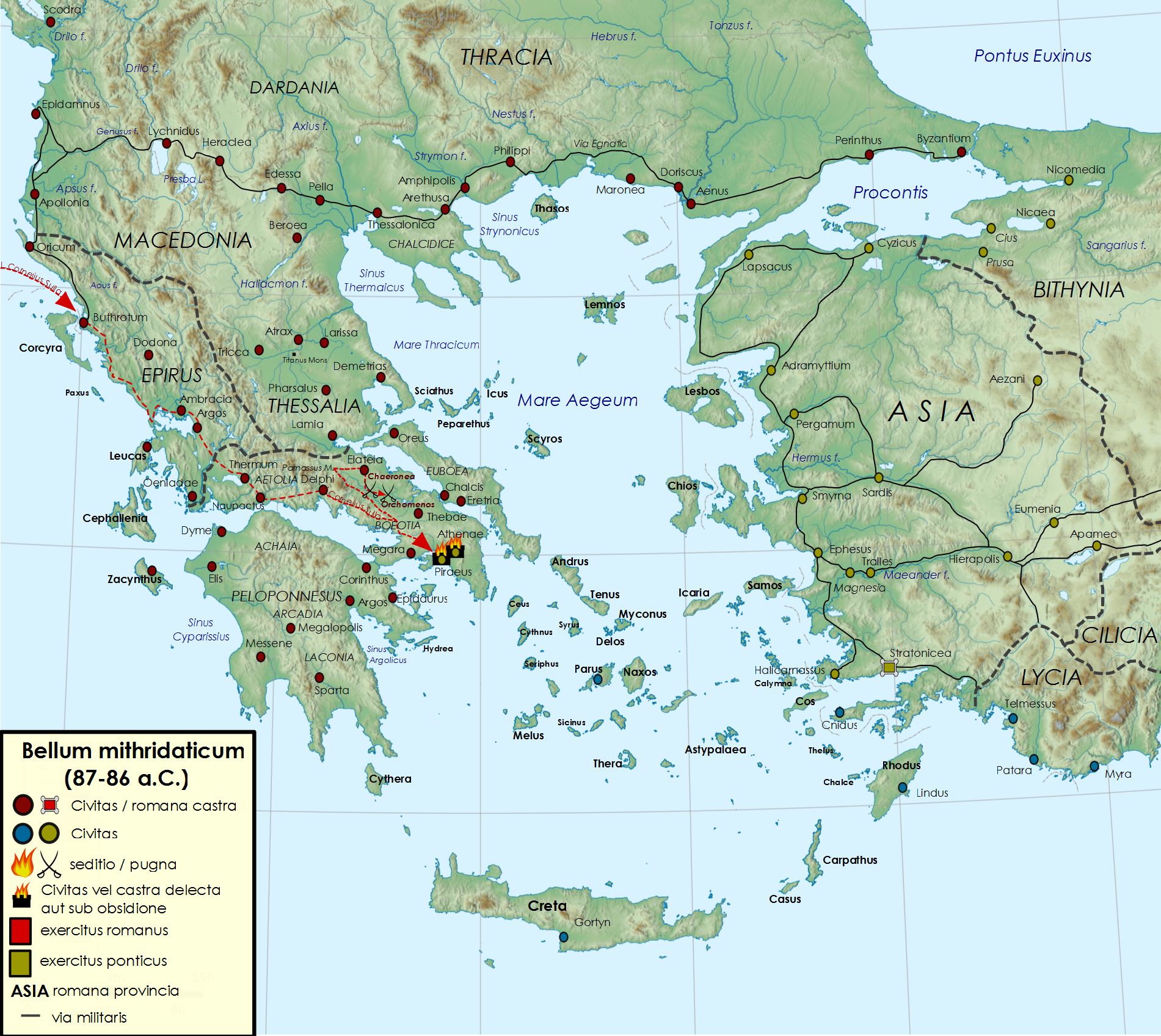
Pohyby vojsk v letech 87-86 př. n. l.

První mithridatská válka (89–85 př. n. l.) se rozvíjela jen pozvolna. Senát byl zaneprázdněn spojeneckou válkou (91–88 př. n. l.) a jen pomalu přesměrovával síly na východ. Po osmnácti měsících příprav Řím roku 87 př. n. l. vyslal do oblasti konfliktu první větší síly, pět legií pod vedením Sully.
Mithridatés mezitím nezahálel. Po vyhlášení války senátem v roce 89 př. n. l. ihned napadl Bithýnii, kde sesadil z trůnu Nikoméda IV. Římské síly v oblasti pod vedením Mania Aquillia ho nedokázaly zastavit a v roce 88 př. n. l. Mithridatés ovládl i římské provincie Asie a Kilíkie. Jeho sebevědomí se opíralo o údajně až 300 000 vojáků, které mohl tehdy nasadit do boje.
Na jaře roku 88 př. n. l. Mithridatovy síly rozpoutaly tzv. asijské nešpory, neboli masakry, při nichž byly v dobytých římských provinciích zabíjeny tisíce latinsky mluvících lidí. Počet obětí těchto masakrů je odhadován na minimálně 80 000. Mithridatés hodlal zasadit Římu ránu i jinak. Získal na svou stranu athénského filozofa Aristiona, který u něj byl velvyslancem, a v roce 88 př. n. l. ho poslal do Athén, kde Aristion přesvědčil své spoluobčany, aby se vzbouřili proti římské nadvládě a prohlásili ho za athénského tyrana. Mithridatés také Aristionovi poslal na pomoc jednoho ze svých generálů Archelaa, i s početným pontským vojskem. Město se skutečně vzbouřilo a několik dalších řeckých měst se k němu připojilo. Pontský král vyslal na Peloponés i další vojsko vedené Apellikonem z Teosu. Mělo ztrestat Délos, který zůstal k Římu loajální. Apellikon ostrov Délos vyplenil. Asi 100 000 jeho obyvatel povraždil a všechny zbylé přeživší zotročil. Zmocnil se také posvátné pokladnice Apollónova chrámu, kterou byl ostrov proslulý. Jedna z perel antického světa touto tragédií zcela zanikla.
Sulla musel tedy, navzdory původním plánům, nejprve zamířit do Řecka. Vylodil se v Epiru v roce 87 př. n. l., a poté táhl na Athény, které byly vůdcem vzpoury. V létě téhož roku je oblehl. Obléhání trvalo až do začátku roku 86 př. n. l., kdy římské síly prolomily obranu a vnikly do města. Aristion se opevnil na Akropoli. Tu Římané obléhali až do pozdního jara. Pak ji dobyli a Aristiona zabili.
V té době však již vládla v Římě se Sullou značná nespokojenost. Senátu se zdálo, že se zasekl v Řecku a není schopen splnit klíčový úkol. Bylo tedy vysláno vojsko pod vedením konzula Lucia Valeria Flacca, aby Sullu zatklo a porazilo konečně Mithridata. Flaccus před zatčením Sully upřednostnil útok na Pontus. Překročil Dardanely a zaútočil na území okupované Pontem. Oblehl a dobyl město Pergamon, kde se Mithridatés v té době nacházel, ale nedokázal zabránit jeho útěku do bezpečí po moři. Flaccus pak čelil vzpouře vlastních vojáků a byl při ní zabit. Vzpouru vedl Gaius Flavius Fimbria. 

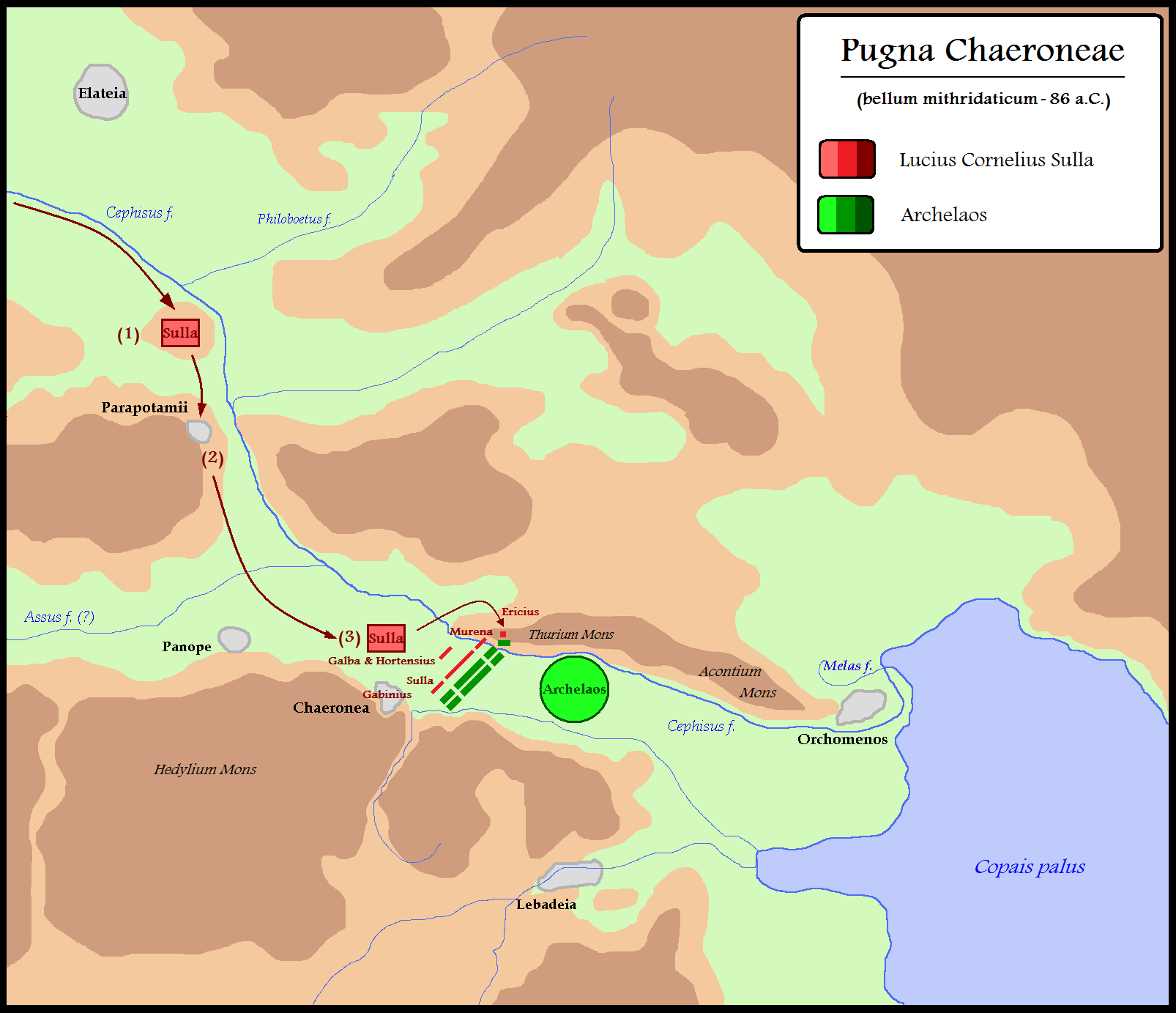
Bitva u Chairóneie

Archelaos se mezitím v Řecku rozhodl utkal se Sullou v bitvě u Chairóneie ve střední Bojótii. Mithridatés mu poslal na pomoc dalšího ze svých generálů, Taxila. Pontské vojsko mělo početní převahu, nicméně Římané bitvu vyhráli, zajali Taxila a donutili Archelaa uprchnout s přeživšími do Chalkidy. Tam se k němu připojily posily a v roce 85 př. n. l. se znovu střetl se Sullou v bitvě u Orchomenu. Archelaovo vojsko opět početně převyšovalo římské, ale i tentokrát Římané triumfovali. Archelaovi se podařilo uprchnout z bojiště a vrátit se do Pontu. Mithridatés se pak rozhodl stáhnout všechna svá vojska z Řecka zpět do Anatolie.
Poté se Mithridatés a Archelaos setkali se Sullou v Dardanu a podepsali zde mírovou smlouvu. Stanovila, že království Bithýnie a Kappadokie budou navrácena králům, kteří byli podporováni Římany, ale Mithridatés si ponechá vládu v Pontu. Po skončení války se Sulla rychle stáhl zpět do Říma, protože boj o moc mezi frakcemi v senátu tam přerostl v občanskou válku.

## Druhá mithridatská válka
Římské zájmy v oblasti měl chránit Sullův legát Lucius Licinius Murena. Ten roku 83 př. n. l. nařídil útok na pontské město Komana Pontika ze strachu, že Mithridatés připravuje novou invazi na římské území. Tím vypověděl Dardanskou smlouvu, patrně bez jakéhokoli pověření z Říma. Mithridatés přitom pravděpodobně shromažďoval vojsko nikoli proti Římanům, ale proti vzbouřeným krymským kmenům na severu. Murena Komanu dobyl a vzápětí vtáhl se svými silami do Pontského království. Jeho postup zůstal bez odporu Mithridatových sil. Pontský král poslal k Murenovi vyslance, aby konflikt zastavil a poukazoval přitom na Dardanskou smlouvu. Murena odpověděl, že žádná smlouva neexistuje, protože ji nesepsal Sulla. Mithridatés pak poslal vyslance k římskému senátu a požádal ho, aby odvolal římské síly, které pustošily jeho území. Senát souhlasil s Mithridatem a nařídil Murenovi, aby se stáhl a ukončil svůj útok. Murena odmítl a pokračoval v bojích. V roce 82 př. n. l. se utkal s menší pontskou armádou vedenou generálem Gordiem. Římské a pontské síly se střetly u řeky Halys. Římané měli přesilu a zdálo se, že zvítězí, ale pak dorazil sám Mithridatés s posilami a Murenu porazil. Šlo o jediné větší střetnutí ve druhé mithridatské válce.
Válka skončila, když Sulla k Murenovi poslal vlastní vyslance, kteří ho přiměli konflikt ukončit a přesvědčili ho, že Mithridatés neporušil Dardanskou smlouvu. V roce 81 př. n. l. byl mezi Pontem a Římem uzavřen nový mír, po kterém byl Murena odvolána z Anatolie zpět do Říma. Tento mír vydržel sedm let.

## Třetí mithridatská válka

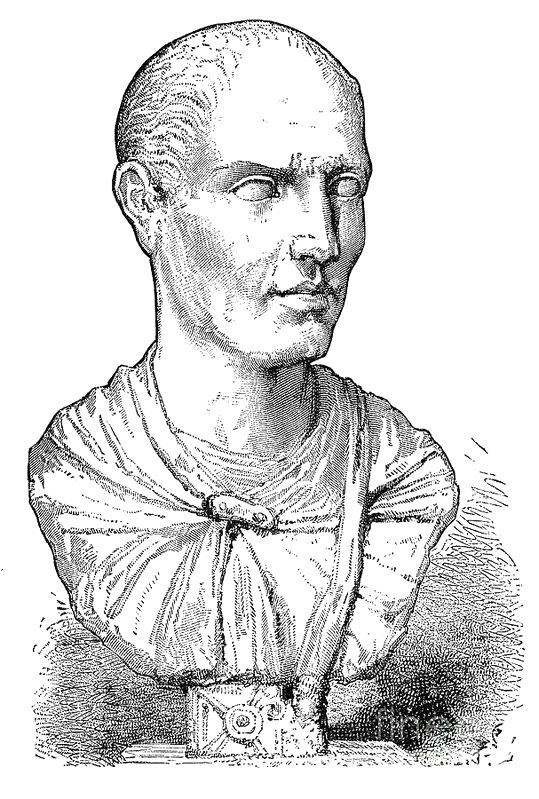
Lucullus

Třetí mithridatská válka (74–63 př. n. l.) začala, když král Bithýnie, klientského státu Říma, zemřel v roce 74 př. n. l. a ve své závěti daroval své království Římu. Mithridatés vzápětí zahájil do Bythýnie invazi, protože by Řím takto získal v Malé Asii ještě větší vliv. Mithridatés zahájil invazi v době, kdy Quintus Sertorius, stoupenec populistické frakce Gaia Maria, který oponoval senátu, vedl velké povstání proti Římu v Hispánii. Mariova frakce se pak zapojila do bojů na Mithridatově straně.
Senát odpověděl na Mithridatovu invazi vysláním vojska vedeného konzuly Luciem Liciniem Lucullou a Marcem Aureliem Cottou. Luculla vpadl do Kilíkie a Cotta do Bithýnie. Lucullovy síly následně měly vtrhnout do Pontu po souši, zatímco Cottovy se měly vypořádat s pontským námořnictvem. Cottova armáda se střetla s Mithridatovými silami u Chalcedonu. Pontská armáda však Římany donutila se stáhnout za hradby města, přičemž bylo zabito nejméně 3000 římských vojáků. Poté Mithridatés zaútočil na přístav, kde zničil čtyři římské lodě a zajal dalších 60. Několik tisíc římských vojáků v bojích v přístavu zemřelo. Cottova armáda byla zdecimována, což Mithridatovi umožnilo snadno dobýt blízká města Nikaia, Lampsakos, Nikomédie a Apameia.
Jen město Kuzikos odolalo Mithridatovu postupu a donutilo ho v roce 73 př. n. l. k obléhání. Město vydrželo až do Lucullova příchodu s posilami, které pak pontskou armádu odrazily. Mithridatés táhl k Lampsaku, ale Lucullus ustupující armádu pronásledoval, čímž ještě více pontské vojsko vyčerpal.
Pontské námořnictvo vedené Marcem Mariem, stoupencem Sertoria a Mithridatovým rádcem, operovalo v Egejském moři. Lucullus se s ním střetl poblíž Lémnu, kde tábořilo. Zničil nebo zajal 32 lodí a zajal i Maria. Poté Lucullus a Cotta plánovali společnou invazi do Pontu, ale Mithridatés se zmocnil důležitého města Hérakleia Pontiké. Cotta měl tedy za úkol dobýt město zpět, zatímco Lucullus měl pochodovat Galatskou vysočinou do Pontu. Cotta začal obléhat Hérakleiu v roce 73 př. n. l. Trvalo dva roky, než město v roce 71 př. n. l. padlo do rukou Římanů.
V roce 72 př. n. l. vpadl Lucullus do Pontu, aniž by bojoval s domorodými Galaty, kteří nechali římské vojsko projít. Lucullus nařídil své armádě vtrhnout do úrodného pontského vnitrozemí, klíčové zásobárny potravin, a donutil tak Mithridata, aby poblíž Kabeiry shromáždil armádu o síle 40 000 mužů.  Lucullus obsadil starou pevnost nad Kabeirou, na niž Mithridatés poté zaútočil. Bitva u Kabeiry se zpočátku vyvíjela v Mithridatův prospěch, ale Římané nakonec přešli do protiútoku. Pontská armáda se během něj zhroutila. Mithridatés uprchl na východ do Arménie ke svému zeti a spojenci, králi Tigranovi II.
Poté, co Mithridatés uprchl, Lucullus Pontus obsadil. Oblehl i Sinop, hlavní pontské město, a po zuřivém odporu ho dobyl. Lucullus zůstal v Anatolii, zatímco Cotta se v roce 70 př. n. l. vrátil do Říma.

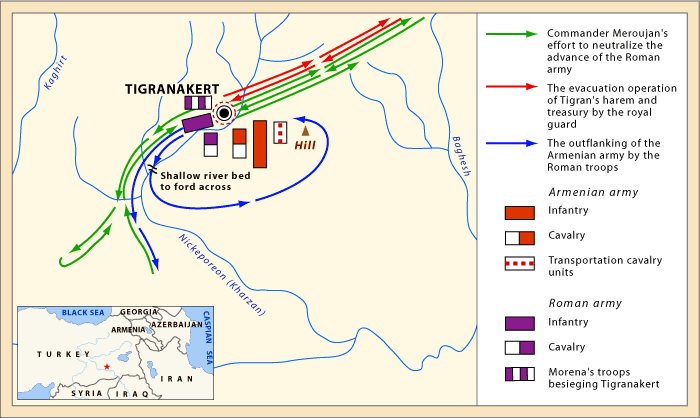
Bitva u Tigranakertu

V roce 69 př. n. l. se Tigranes zapletl do konfliktu s Římem tím, že odmítl vydat Římanům svého tchána Mithridata. Lucullus vpadl do Arménie na jaře následujícího roku. Táhl na arménské hlavní město Tigranakert. V bitvě poblíž města porazil na hlavu arménskou armádu. V létě roku 68 př. n. l. porazil další arménské síly v bitvě u Artašatu. Poté oblehl město Nisibis (dnešní Nusaybin), hlavní pevnost a pokladnici severní Mezopotámie. Město padlo do rukou Luculla v zimě roku 68 př. n. l.
Na jaře roku 67 př. n. l., když byl Lucullus ještě v Nisibu, se Mithridatés nečekaně vrátil z Arménie do Pontu a začal zde bojovat s římskými vojsky v oblasti. Do jejich čela se postavil legát Gaius Valerius Triarius. Střetl se s Mithridatem v bitvě u Zely (dnešní Zile v Turecku), kterou Římané prohráli. Utrpěli vysoké ztráty. Padlo 7000 Římanů, 24 tribunů a 150 centurionů. Ztráta donutila Římany stáhnout se z Pontu, a Mithridatés tak mohl znovu plně ovládat své království.
V zimě roku 67 př. n. l., když stále obléhal Nisibis, čelil Lucullus nepokojům svých vojáků, kteří nesouhlasili s upnutím se na ovládnutí Arménie. Lucullus přesvědčil své vojáky, aby zůstali loajální, ale souhlasil s pochodem do Malé Asie a strategií ochrany římských provincií, namísto útoku na Pontus nebo Arménii. To vyvolalo nespokojenost v senátu, který v následujícím roce, 66 př. n. l., pověřil jednoho z vlivných římských generálů Pompeia, aby vyrazil na východ a válku vítězně ukončil.

Pompeius

Pompeius vpadl se svým vojskem do Pontu, kde se koncem roku střetl s Mithridatem u řeky Lycus (dnes Kelkit). Pompeius Mithridata jednoznačně porazil. V bitvě padlo nejméně 10 000 pontských bojovníků a Mithridatés byl donucen uprchnout do Kolchidy. V následujícím roce, 65 př. n. l., překročil Mithridatés Černé moře a vylodil se na Krymu, který držel jeho nejstarší syn Machares s podporou Říma. Poté, co se Mithridatés vylodil, Machares zemřel (zřejmě nenásilnou smrtí), a Mithridatés tak mohl převzít bez obtíží vládu.
Po vítězství u Lyku Pompeius vtáhl do Arménie a dohodl se s Tigranem, čímž se Arménie stala klientem Říma. V roce 64 př. n. l. Pompeius zavedl námořní blokádu Krymu, aby Mithridata vyčerpal. Pak pochodoval na jih do Sýrie, kde se zmocnil důležitých měst, která dosud kontrolovala Arménie, jako například Antiochie. V roce 63 př. n. l. dobyl Damašek, a poté se zapojil do občanské války v Judeji, aby ji ve finále ustanovil jako římský klientský stát.
V roce 63 př. n. l. se Mithridatés stáhl do citadely ve městě Pantikapaion (dnešní Kerč), kde se pokusil shromáždit síly k boji proti Římanům. Poté, co se proti němu vzbouřil jeho syn Farnakés II. s podporou unaveného obyvatelstva, Mithridatés spáchal sebevraždu. Farnakés poslal tělo svého otce Pompeiovi, který mu odplatou daroval krymské území a učinil z něj římského spojence. Okupovaná území v Anatolii a Sýrii se staly římskými provinciemi, zatímco Arménie a Judea se staly klientskými královstvími. Řím tak dosáhl jednoho ze svých největších triumfů ve své historii. Pompeiovy úspěchy ve válce mu zajistily takovou reputaci, že se stal jedním ze tří nejmocnějších mužů republiky, kteří se nakonec utkali v krvavém mocenském zápase, který však Pompeius prohrál s Juliem Ceaserem.